# فالي ديل أنجيلو
فالي ديل أنجيلو (بالإيطالية: Valle dell'Angelo)‏ هي بلدة وكومونا في مقاطعة سلرنو بمنطقة كمبانية جنوب غرب إيطاليا.